# Südrussische Staatliche Technische Universität

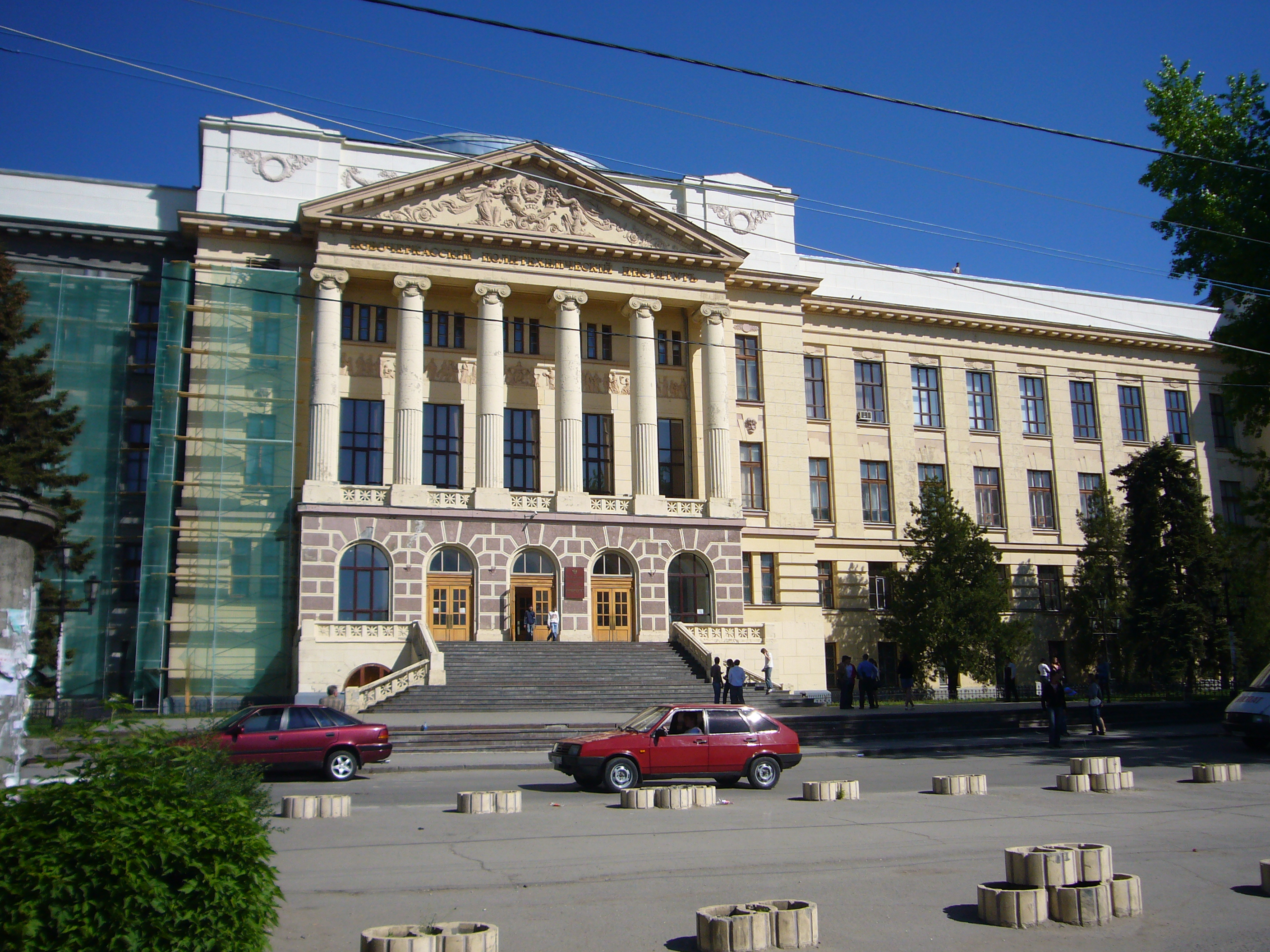
Südrussische Staatliche Universität – Hauptgebäude

Die Südrussische Staatliche Technische Universität (Polytechnisches Institut Nowotscherkassk) „M. I. Platow“ (SRSTU (PIN)), (russisch Южно-Российский государственный технический университет (Новочеркасский политехнический институт) имени М.И.Платова, ЮРГТУ (НПИ), englisch South Russia State Technical University (Novocherkassk Polytechnical Institute)) ist eine russische Hochschule in Nowotscherkassk.

## Geschichte
Am 18. Oktober 1907 wurde das Polytechnisches Institut Don (DPI) auf Beschluss des Zaren Nikolaus II. in Nowotscherkassk gegründet. Zentraler Anlass hierfür waren die außergewöhnlichen Anthrazitvorkommen in der Nähe von Nowotscherkassk. Der Lehrbetrieb wurde mit drei Fakultäten aufgenommen, der Fakultät für Bergbau und Geologie, der Fakultät für Chemie und der Fakultät für Bauingenieurwesen. Die damaligen Professoren kamen von den Universitäten in Warschau, Sankt Petersburg und Moskau.
Die Hochschule befindet sich in Nachbarschaft der Auferstehungs-Kathedrale im Zentrum von Nowotscherkassk.
Sie wurde 2012 nach Matwei Iwanowitsch Platow (1753 – 1918) benannt, einem General der russischen Armee und Ataman der Donkosaken.

## Hochschule
Innerhalb von zehn Jahren haben sich die Studentenzahl von ca. 16.000 auf 23.228 erhöht (2007). Die Studenten werden von 1.882 Personen unterrichtet, davon 248 Professoren und 951 Dozenten.
10 Hochschulinstitute sind in Nowotscherkassk angesiedelt, vier Institute befinden sich in Schachty, Wolgodonsk, Kamensk-Schachtinski und Georgijewsk, fünf Fachbereiche in Rostow am Don, Machatschkala, Maikop, Nowoschachtinsk und Krasny Sulin und drei Schulen in Nowotscherkassk, Schachty und Wolgodonsk.
Kooperationsabkommen mit Hochschulen in Deutschland bestehen mit der Technischen Universität München, der Technischen Universität Dresden, der Technischen Universität Ilmenau, der Universität Paderborn und der Hochschule für Technik Stuttgart.

## Fakultäten
- Fakultät für Informationstechnologie und Steuerung
- Fakultät für Physik und Mathematik
- Fakultät für Bergbau und Geologie
- Betriebswirtschaftliche Fakultät
- Fakultät für Energetik
- Fakultät für Elektromechanik, Mechatronik und Maschinentechnologie
- Fakultät für Bauingenieurwesen
- Fakultät für Maschinenbau
- Fakultät für Chemieingenieurwesen
- Fakultät für Fernstudien